# Saint-Aubin (rivière)
Pour les articles homonymes, voir Saint-Aubin.
Le ruisseau de Saint-Aubin est un cours d'eau qui traverse le département du Gers et un affluent droit de la Midouze dans le bassin versant de l'Adour.

## Géographie
D'une longueur de 11,8 kilomètres, il prend sa source sur la commune de Sabazan (Gers), à l'altitude 200 mètres , sous le nom de ruisseau de Lescaou. À Sion, il prend le nom de ruisseau de la Coume-Longue, puis de ruisseau de Grit à proximité du lieu-dit éponyme, sur la commune de Loubédat, et enfin de ruisseau de Saint-Aubin, peu avant de croiser la via Podiensis.
Il coule du sud-est vers le nord-ouest et se jette dans la Midouze à Caupenne-d'Armagnac (Gers), à l'altitude 89 mètres.

## Communes et cantons traversés
Dans le département du Gers, le ruisseau de Saint-Aubin traverse sept communes et deux cantons, dans le sens amont vers aval : Sabazan (source), Bétous, Sion, Loubédat, Nogaro, Sainte-Christie-d'Armagnac et Caupenne-d'Armagnac (confluence).
Soit en termes de cantons, le ruisseau de Saint-Aubin prend source dans le canton d'Aignan et conflue dans le canton de Nogaro.

## Affluents
Le ruisseau de Saint-Aubin a un affluent référencé :
- le ruisseau le Midouzon (rd), 14,5 km.